# Heleosaure
L'heleosaure (Heleosaurus scholtzi) és una espècie extinta de sinàpsid de la família dels varanòpids que visqué en allò que avui en dia és el sud d'Àfrica durant el Permià mitjà, fa entre 259,5 i 264,3 milions d'anys. Se n'han trobat restes fòssils a la província sud-africana del Cap Septentrional. Es tracta de l'única espècie reconeguda del gènere Heleosaurus. Estava recobert d'osteodermes. L'anatomia de les òrbites oculars fa pensar que tal vegada era un animal nocturn. Malgrat que era un sinàpsid primitiu, hi ha indicis que els pares tenien cura de les cries.